# 沈黙のアフガン
『沈黙のアフガン』（ちんもくのアフガン、原題：Sniper Special Ops）は、2016年に公開されたアメリカのアクション映画。

## 概要
本作品は、製作費は500万ドル程と沈黙シリーズの中でも低予算の部類に入り、僅か20日で撮影された。

## キャスト
※括弧内は日本語吹替版キャスト。
- ジェイク・チャンドラー軍曹 - スティーヴン・セガール（大塚明夫）
- ヴァスケス（ヴィー） - ロブ・ヴァン・ダム（さかき孝輔）
- ヴィクター（ヴィック）・トマス・モズビー軍曹 - ティム・アベル（山野井仁）
- ジャクソン - デイル・ダイ（堀越富三郎）
- ジャネット - シャーリーン・アモイア（宮澤はるな）
- リッチ - ダニエル・ブッコ（矢野正明）